# José Vianna da Motta
José Vianna da Motta (of: Viana da Mota) (Sao Tomé, 22 april 1868 – Lissabon, 31 mei 1948) was een Portugees pianist, componist, dirigent en muziekpedagoog. Hij was de eerste Portugese pianovirtuoos en de eerste componist van Portugese bodem die nationale volksmuziek in zijn muziek toepaste. Hij wordt wel eens aangeduid als de "Portugese Albéniz".
In zijn muziek is de invloed van de Duitse cultuur, met name die van de progressieve richting van Wagner en Liszt en van de Russische Nationale School duidelijk aanwezig. Ook zijn er invloeden te horen van Mendelssohn en Schumann.
Van Vianna da Motta zijn wereldwijd zo’n 13 cd-uitgaves met werken in omloop. Er wordt zo goed als niets meer van hem uitgevoerd. Er bestaan opnames van Vianna da Motta als pianist met werken van Busoni, Liszt en Chopin en van hemzelf. Hij heeft ook een paar pianorollen ingespeeld voor Welte-Mignon. Vooral aan de opname van Totentanz van Liszt is goed te horen wat voor een uitstekend pianovirtuoos Vianna da Motta is geweest. De naar hem vernoemde Vianna da Motta International Music Competition wordt sinds 1957 driejaarlijks gehouden in Lissabon.

## Biografie
Vianna da Motta studeerde piano bij Xaver Scharwenka en compositie bij Philipp Scharwenka. Verder heeft hij bij vele vooraanstaande musici uit die tijd gestudeerd: directie bij Hans von Bülow in Frankfort, piano bij Karl Schäfer in Berlijn en zelfs bij Liszt in Weimar. Hij kreeg hiervoor een studiebeurs van koning Ferdinand II van Portugal. Na zijn studies maakte hij uitgebreide tournees als pianovirtuoos. Zijn specialiteit was Beethoven.
Van 1919 tot 1938 was hij directeur van het Conservatorium van Lissabon. Hij schreef een boek over Von Bülow en werkte samen met Ferruccio Busoni mee aan de complete uitgave van alle pianowerken van Liszt in opdracht van uitgeverij Breitkopf & Härtel.
Rond de eeuwwisseling was José Vianna da Motta een bekendheid. Busoni en Albeniz droegen werken aan hem op en Vianna da Motta voerde samen met Busoni geregeld de transcriptie van Liszt van de 9e symfonie van Beethoven voor twee piano's uit.
Tot 1914 bleef hij werken in Berlijn, waarna hij vertrok naar Genève en daar tot 1917 verbonden was aan het conservatorium. Na 1917 vertrok hij definitief naar Portugal. Naast zijn werk aan het conservatorium van Lissabon, was hij ook chef-dirigent van het Symfonieorkest van Lissabon en voerde Portugese premières uit van bijvoorbeeld de Derde Symfonie van Brahms, Roméo et Juliette van Berlioz, Prélude à l’après midi d’un faune van Debussy en Phaéton van Saint-Saëns.
Vianna da Motta was een introverte man, hoogst gevoelig en serieus maar wel met de nodige dosis humor en levendigheid. Karaktertrekken die in zijn muziek – doorspekt met Portugese volksmelodieën - goed te horen zijn. Hij was ook een belezen man, een intellectueel en een perfectionist.

## Werken
Vianna da Motta heeft een pianoconcert geschreven, het Concerto in A-majeur. Hij heeft het geschreven in 1887 en opgedragen aan zijn leraar Karl Schäfer. Het is een virtuoos stuk met veel Duitse invloed en Portugese volksmelodieën. De wereldpremière was juli 1999, een dag voor de cd-première, meer dan een halve eeuw na zijn dood. In tegenstelling tot het pianoconcert beleefde Fantasia Dramática uit 1893 wel zijn wereldpremière in 1893 met de componist aan de piano. Het werk werd daarna pas weer uitgevoerd in juli 1999, 106 jaar later. De Fantasie zit technisch gezien beter in elkaar dan het pianoconcert. Het heeft dezelfde vloeiende structuur als de concerten van Liszt.
Het bekendste werk van Vianna da Motta is Chula, een volksdans die tijdens de Anjerrevolutie van 1974, toen Portugal een democratische republiek werd, heel vaak op de Portugese radio werd uitgezonden. Het werk illustreert als geen ander stuk de Portugese trots.  
- Bibsys: 90601394
- Biblioteca Nacional de España: XX6438352
- Bibliothèque nationale de France: cb144314727 (data)
- Catàleg d'autoritats de noms i títols de Catalunya: 981058522086106706
- CiNii: DA1183507X
- Gemeinsame Normdatei: 117396923
- International Standard Name Identifier: 0000 0001 1048 0122
- Library of Congress Control Number: n85034840
- Nationale Bibliotheek van Letland: 000184492
- MusicBrainz: 8b0b399b-a4d5-4ab2-b283-0b9d90b5e284
- Nationale Bibliotheek van Tsjechië: xx0056421
- Nationale Bibliotheek van Israël: 987007265639005171
- Nationale en Universitaire bibliotheek Zagreb: 000414293
- Nederlandse Thesaurus van Auteursnamen: 113049242
- Istituto Centrale per il Catalogo Unico: RMRV017340
- Système universitaire de documentation: 139591842
- Virtual International Authority File: 27847555
- WorldCat: E39PBJbtrWMBy9kKwBJPyrhWDq